# Risas y lágrimas
Risas y lágrimas (en inglés, Pete 'n' Tillie) una película tragicómica estadounidense de 1972 dirigida por Martin Ritt y protagonizada por Walter Matthau y Carol Burnett. El lema publicitario era: "La luna de miel ha acabado. Es hora de casarse." El guionista  Julius J. Epstein adaptó la novela de 1968 Witch's Milk de Peter De Vries.  Epstein adaptaría posteriormente otra novela de De Vries para la gran pantalla Reuben, Reuben.

## Argumento
Tillie Schlaine conoce a Pete Seltzer en una fiesta. Sus amigos Gertrude y Burt quieren que tengan una cita. Pete es un soltero de hábitos extravagantes. Periódicamente entra y sale de la vida de Tillie, pasando días sin llamar, pero apareciendo espontáneamente en su puerta. Cuando finalmente hacen el amor, se entera de que Tillie es virgen. Parece que Pete todavía podría estar viendo a otras mujeres, pero cuando obtiene un ascenso en el trabajo, Tillie anuncia que es hora de casarse. Lo hacen, luego compran una casa y tienen un bebé. Los asuntos de Pete, sin embargo, aparentemente continúan, Tillie incluso necesita desalentar a uno de sus jóvenes amantes en el almuerzo.

## Reparto
- Walter Matthau como Pete Seltzer
- Carol Burnett como Tillie Schlaine
- Geraldine Page como Gertrude Wilson
- Barry Nelson como Burt Wilson
- René Auberjonois como Jimmy Twitchell
- Lee H. Montgomery como Robbie Seltzer
- Kent Smith como el padre Keating

## Premios y distinciones
Premios Óscar
| Año  | Categoría                                    | Personas          | Resultado |
| ---- | -------------------------------------------- | ----------------- | --------- |
| 1973 | Mejor actriz de reparto                      | Geraldine Page    | Nominada  |
| 1973 | Mejor guion basado en material de otro medio | Julius J. Epstein | Nominado  |

Globos de Oro
| Año  | Categoría                        | Personas       | Resultado |
| ---- | -------------------------------- | -------------- | --------- |
| 1973 | Mejor actor - Comedia o musical  | Walter Matthau | Nominado  |
| 1973 | Mejor actriz - Comedia o musical | Carol Burnett  | Nominada  |
| 1973 | Mejor actriz de reparto          | Geraldine Page | Nominada  |

Premios BAFTA
| Año  | Categoría                       | Personas       | Resultado |
| ---- | ------------------------------- | -------------- | --------- |
| 1973 | Mejor actor - Comedia o musical | Walter Matthau | Ganador   |